# Habenaria odorata
Habenaria odorata är en orkidéart som beskrevs av Rudolf Schlechter. Habenaria odorata ingår i släktet Habenaria och familjen orkidéer. Inga underarter finns listade i Catalogue of Life.